# Han Jingdi
Han Jingdi (漢景帝, ur. 188, zm. 141 p.n.e.) – cesarz Chin dynastii Han. Syn cesarza Wen Di i cesarzowej Dou.
Kontynuował politykę wewnętrzną swego ojca polegającą na łagodzeniu prawa: zmniejszył liczbę biczów wymierzanych skazańcom i kontynuował pomoc państwa dla najbiedniejszych.
Okres jego panowania i jego ojca jest określany jako panowanie Wena i Jinga i uznawany za jeden ze złotych okresów w historii Chin. Jednakże podczas panowanie Jingdi pojawiły się pierwsze zwiastuny nadejścia bardziej niespokojnych czasów – wybuchło "powstanie siedmiu królestw" jako protest książąt przed postępującą centralizacją państwa. Powstanie zostało stłumione dzięki geniuszowi militarnemu generała Zhou Yafu, który następnie w wyniku intryg został aresztowany przez cesarza i popełnił samobójstwo w więzieniu. Incydent ten stanowi ciemną kartę w życiu cesarza Jingdi.
Jego konkubinami były: Li (zm. 150 p.n.e.), matka książąt Rong, De i  E;  Cheng, matka książąt Yu, Fei i Duan; Jia, matka książąt Pengzu and Sheng; Tang, matka księcia Fa; Wang, matka książąt Yue, Ji, Cheng i Shun.
Dzieci:
- Liu Rong (劉榮), następca tronu (tytuł nadany 153 p.n.e., odebrany 150 p.n.e.), późniejszy książę Min z Linjiang (tytuł nadany 150 p.n.e.), popełnił samobójstwo w 148 p.n.e.),
- Liu De (劉德), książę Xian z Hejian (tytuł nadany 155 p.n.e., zmarł w 130 p.n.e.),
- Liu E (劉閼), książę Ai z Linjiang (tytuł nadany 155 p.n.e., zmarł w 153 p.n.e.),
- Liu Yu (劉餘), książę Huaiyang (tytuł nadany 155 p.n.e.), późniejszy książę Gong Lu (tytuł nadany 154 p.n.e., zmarł w 127 p.n.e.),
- Liu Fei (劉非), książę Runan (tytuł nadany 155 p.n.e.), późniejszy książę Yi Jiangdu (tytuł nadany 154 p.n.e., zmarł w 127 p.n.e.),
- Liu Pengzu (劉彭祖), książę Guangchuan (tytuł nadany 155 p.n.e.), późniejszy książę Jingxu Zhao (tytuł nadany 152 p.n.e., zmarł w 92 p.n.e.),
- Liu Fa (劉發), książę Ding Changsha (tytuł nadany 155 p.n.e., zmarł w 128 p.n.e.),
- Liu Duan (劉端), książę Yu Jiaoxi (tytuł nadany 154 p.n.e., zmarł w  108 p.n.e.),
- Liu Sheng (劉勝), książę Jing Zhongshan (tytuł nadany 154 p.n.e., zmarł w 114 p.n.e.),
- Liu Che (劉徹) książę Jiaodong (tytuł nadany 153 p.n.e.), następca tronu (tytuł nadany 150 p.n.e.), późniejszy cesarz Han Wudi,
- Liu Yue (劉越), książę Hui Guangchuan (tytuł nadany 148 p.n.e., zmarł w 136 p.n.e.),
- Liu Ji (劉寄), książę Kang Jiaodong (tytuł nadany 148 p.n.e., zmarł w 120 p.n.e.),
- Liu Cheng (劉乘), książę Ai Qinghe (tytuł nadany 148 p.n.e.  zmarł w 136 p.n.e.),
- Liu Shun (劉舜), książę Xian of Changshan (tytuł nadany 145 p.n.e., zmarł w 114 p.n.e.),
- Księżniczka Yangxin (陽信長公主), po raz pierwszy wyszła za Kao Shi markiza Pingyang; ich syn Kao Xiang, przejął tytuł ojca. Po raz drugi wyszła za generała Wei Qing markiza Changping  od śmierci nazywana markizą Pingyang (平陽公主),
- Księżniczka Nangong (南宮公主),
- Księżniczka Longlü (隆慮公主).

Następcą Jingdi został jego syn książę Che.